# Ilha Baker
A Ilha Baker (em inglês:  Baker Island, pronunciado: [ˈbeɪkər ˈaɪlənd]) é um atol desabitado localizado logo ao norte do equador no Oceano Pacífico central, coordenadas 0°13' N e 176°31' O, a aproximadamente 3100 km (1675 milhas náuticas) a sudoeste de Honolulu. Está quase na metade do caminho entre o Havaí e a Austrália. Geograficamente, forma com a Ilha Howland as Ilhas Fénix.

O Refúgio Nacional da Vida Selvagem da Ilha Baker consiste em uma ilha de 405 acres (1,64 km²) e em 30.504 acres (123,45 km²)  de terras circunvizinhas submersas. A ilha é agora um Refúgio Nacional de Vida Selvagem, dirigido pela U.S. Fish and Wildlife Service como uma área insular, sob a coordenação da U.S. Department of the Interior. A  ilha Baker é um território dependente e não organizado dos Estados Unidos.

Mapa da Ilha Baker

A sua defesa é responsabilidade dos Estados Unidos. Apesar de desabitada, é possível fazer visitas públicas à ilha, porém somente com autorização da U.S. Fish and Wildlife Service e geralmente restritas a cientistas e investigadores. O atol é anualmente visitado pela U.S. Fish and Wildilife Service e pela Guarda Costeira dos Estados Unidos.

## História

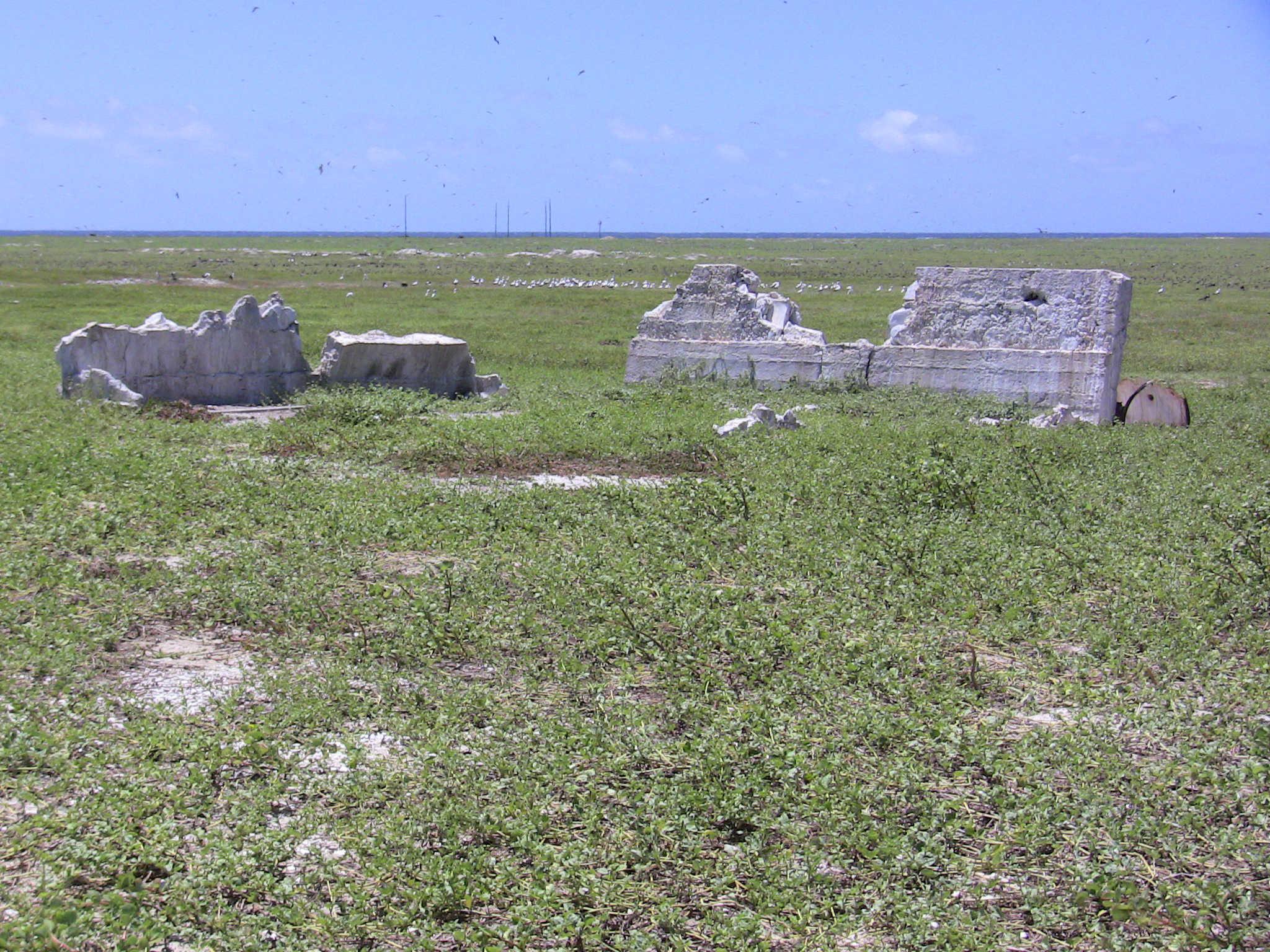
Restos do assentamento de Meyerton

Os Estados Unidos tomaram posse da ilha em 1857, reivindicada pelo Ato das Ilhas Detentoras de Guano de 1856. Companhias estadunidenses e britânicas começaram a extrair guano durante a segunda metade do século XIX. Em 1935 foi iniciada uma tentativa de colonizar a ilha, com uma população de quatro pessoas no povoado de Meyerton - do mesmo modo como foi feito na Ilha Howland - mas a iniciativa foi interrompida pela Segunda Guerra Mundial e consequentemente abandonada. Em 1964, os felinos selvagens foram extintos da ilha.
Civis americanos esvaziaram a ilha em 1942 após ataques aeronavais japoneses durante a Segunda Guerra Mundial. Baker foi ocupada pelo Exército Estadunidense durante a mesma guerra, mas abandonada depois de seu fim. Resquícios de estruturas e um cemitério foram o que sobrou do último vilarejo da ilha, que jazia próximo ao meio da costa oeste.

## Geografia

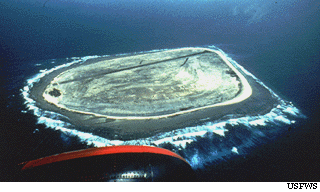
Vista aérea da Ilha Baker

Localizada no Oceano Pacífico Norte, 0°13'N e 176°31'O, a pequena ilha tem somente 1,64 km² (405 acres) de área e 4,8 km de litoral. O clima é equatorial, com baixos índices pluviométricos, ventos constantes e sol forte. O terreno, arenoso, é de baixa altitudes: uma ilha de corais circundada por uma estreita faixa de recifes com uma depressão na parte central. O ponto mais alto dista 8 metros do nível do mar.
Não há água natural na ilha, nem tampouco árvores. Sua escassa vegetação consiste em gramados, videiras e pequenos arbustos. O atol serve, principalmente, como ninho, poleiro e local de alimentação a aves marinhas e costeiras, e à vida marinha em geral.
Os EUA reclamam uma zona econômica exclusiva de 200 milhas náuticas (370 km) e um mar territorial de 12 milhas náuticas (22 km).
O fuso horário da ilha é o UTC -12. A ilha é desabitada.

## Transporte
Não há cais nem portos na ilha, somente ancoradouros próximos à costa. Há uma área de acostamento de barcos junto ao meio da costa oeste. Ainda há, em terra, uma pista de 1665 m, construída para uso durante a Segunda Guerra Mundial. Abandonada, está agora completamente coberta pela vegetação e totalmente inutilizável.
Perigos naturais: a estreita faixa de recifes que cerca a ilha pode tornar-se um risco, apesar de haver um farol diurno próximo ao meio da costa oeste.